# Eduard Müller (politico 1848)
Eduard Müller (Dresda, 12 novembre 1848 – Berna, 9 novembre 1919) è stato un politico e avvocato svizzero, Presidente della Confederazione svizzera nel 1899, nel 1907 e nel 1913.

## Biografia
Conseguì il brevetto di avvocato nel 1872 e fu presidente del tribunale distrettuale di Berna. Nel 1882 entrò nel Gran Consiglio del Canton Berna e nel 1888 contribuì direttamente al rovesciamento del governo cittadino, allora retto dai conservatori.
Nel 1884 fu eletto al Consiglio nazionale e ne fu Presidente tra dicembre del 1890 e giugno del 1891. Il 16 agosto 1895 Müller fu eletto al Consiglio federale con 136 voti, sostituendo il consigliere Karl Schenk, morto in carica il mese prima.
Tra il 1895 e il 1897 diresse il dicastero giustizia e polizia e nel 1897 passò al Dipartimento militare, per poi tornare a capo del Dipartimento di giustizia e polizia nel 1914. Durante il suo mandato da Consigliere federale riorganizzò l'apparato militare e condusse un'opera di unificazione tra il diritto civile e il diritto penale. Come da prassi fino al 1914, durante i suoi mandati annuali da Presidente della Confederazione (1899, 1907 e 1913) fu anche a capo del Dipartimento politico.
Morì a sua volta in carica il 9 novembre 1919, e fu sostituito da Karl Scheurer.